# Wilsickow
Wilsickow è una frazione del comune tedesco di Uckerland, nel Brandeburgo.

## Storia
Il 31 dicembre 2001 il comune di Wilsickow venne fuso con i comuni di Fahrenholz, Güterberg, Jagow, Lemmersdorf, Lübbenow, Milow, Nechlin, Trebenow, Wismar e Wolfshagen, formando il nuovo comune di Uckerland.

## Amministrazione
La frazione di Wilsickow è governata da un consiglio locale (Ortsbeirat) composto di 3 membri.